# Подольський Євген Михайлович
Євген Михайлович Подольський (5 липня 1934, село Архангельське, тепер Аннинського району Воронезької області, Російська Федерація — 12 жовтня 2011, місто Тамбов, Російська Федерація) — радянський державний діяч, 1-й секретар Тамбовського обласного комітету КПРС, голова Тамбовського облвиконкому. Кандидат у члени ЦК КПРС у 1986—1990 роках. Член ЦК КПРС у 1990—1991 роках. Депутат Верховної Ради РРФСР 10—11-го скликань. Народний депутат СРСР у 1989—1991 роках.

## Життєпис
У 1956 році закінчив Воронезький сільськогосподарський інститут.
У 1956—1960 роках — завідувач ремонтної майстерні радгоспу «Селезньовський» Тамбовського району Тамбовської області, головний інженер радгоспу «Колективіст» Нікіфоровського району Тамбовської області.
Член КПРС з 1959 року.
У 1960—1961 роках — головний інженер тресту буряконасінницьких радгоспів Тамбовської області.
У 1961—1962 роках — голова виконавчого комітету Сосновської районної ради депутатів трудящих Тамбовської області.
У 1962—1963 роках — 1-й заступник начальника Моршанського районного колгоспно-радгоспного управління Тамбовської області.
У 1963—1967 роках — заступник начальника управління сільського господарства Тамбовського облвиконкому.
У 1967—1970 роках — голова Тамбовського обласного об'єднання «Сільгосптехніка».
У 1970—1973 роках — заступник голови, у 1973—1977 роках — 1-й заступник голови виконавчого комітету Тамбовської обласної ради депутатів трудящих.
У 1977—1979 роках — секретар Тамбовського обласного комітету КПРС.
У 1978 році закінчив заочну Вищу партійну школу при ЦК КПРС.
У листопаді 1979 — квітні 1985 року — голова виконавчого комітету Тамбовської обласної ради народних депутатів.
19 квітня 1985 — 10 серпня 1991 року — 1-й секретар Тамбовського обласного комітету КПРС.
Одночасно у березні 1990 — 9 серпня 1991 року — голова Тамбовської обласної ради народних депутатів.
У 1991—1996 роках працював заступником генерального директора об'єднання «Тамбовагромонтаж».
З липня 1996 року — на пенсії в місті Тамбові.
Помер 12 жовтня 2011 року. Похований на Воздвиженському цвинтарі Тамбова.

## Нагороди і звання
- два ордени Трудового Червоного Прапора
- два ордени «Знак Пошани»
- медалі